# Task Force 18
 (décembre 2017).
La Task Force 18 ou TF 18 est une force opérationnelle de l'United States Navy au cours de la seconde moitié de la guerre du Pacifique pendant la Seconde Guerre mondiale.

## Historique

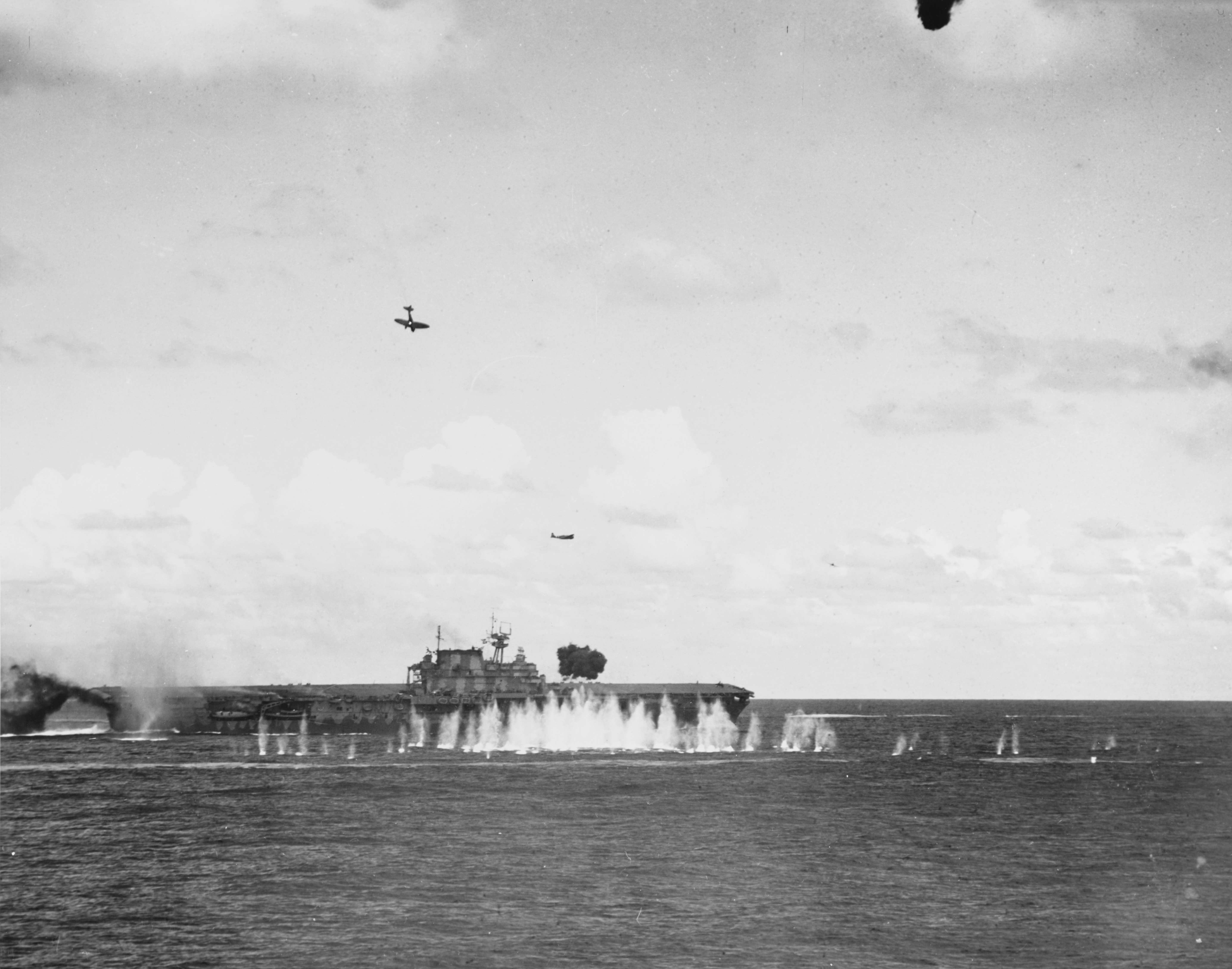
Des avions japonais attaquent le durant la bataille des îles Santa Cruz.

La Task Force 18 part de San Diego le 1er août 1942 pour les Tonga. Elle arrive le 26 août aux Fidji. La force est composée du porte-avion USS Hornet, des croiseurs USS Vincennes et du USS Nashville, des destroyers USS Grayson, USS Meredith, USS Monssen et USS Gwin et du transporteur de fuel USS Cimarron.
Le 16 août 1942 la force se situe à 100 kilomètres de Guadalcanal et participe à la bataille de Guadalcanal. Le 3 septembre 1942, la force se situe à Nouméa pour se réapprovisionner et repart le 8 août 1942. le 15 septembre, elle est de retour à Guadalcanal. Elle participe à la bataille des îles Santa Cruz.
En 1943 elle se situe aux îles Salomon. Elle participe à la bataille du golfe de Kula et à la Bataille de Kolombangara,.